# Tinc un somni

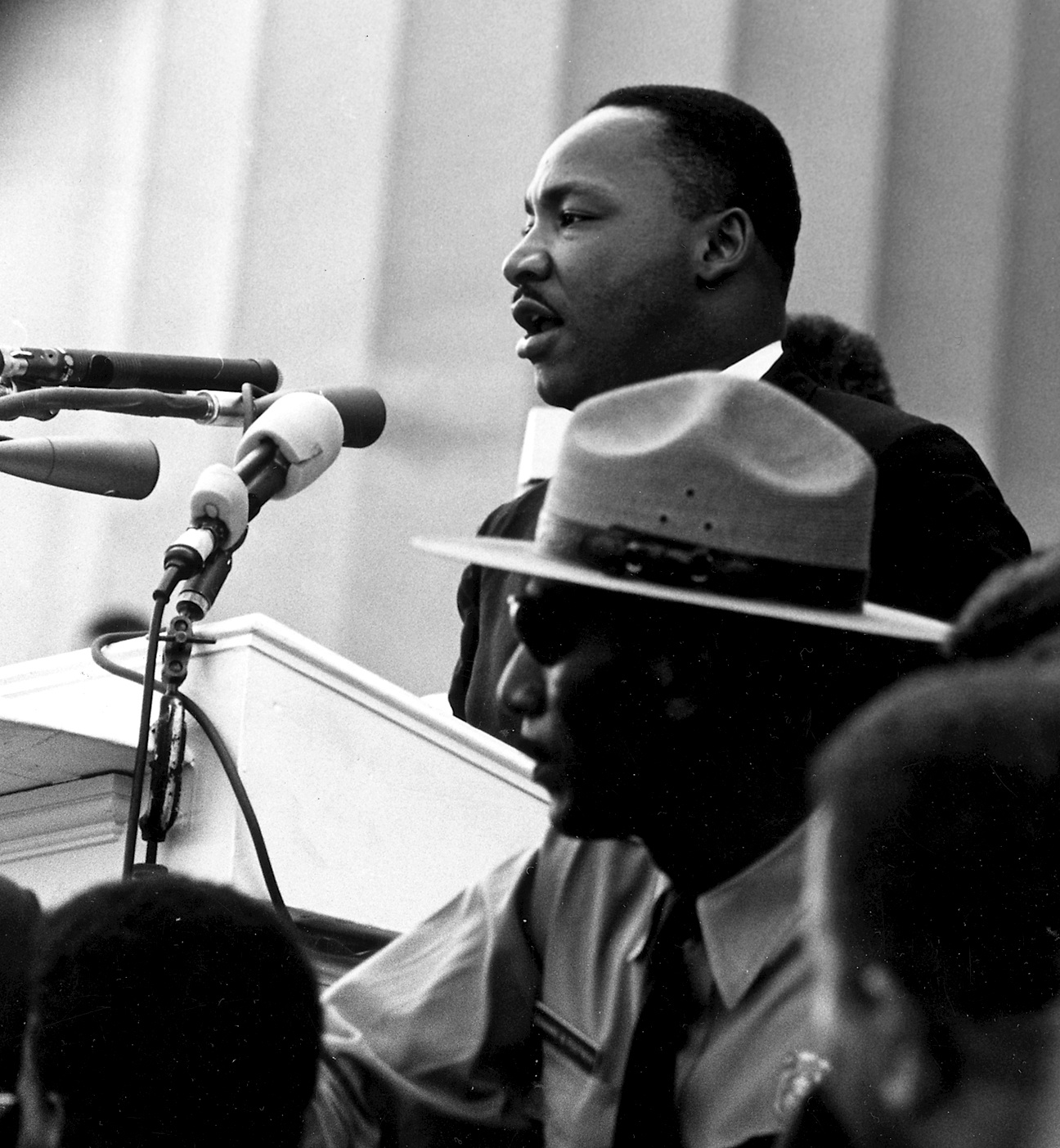
Martin Luther King, Jr. fent el seu discurs a la Marxa pels Drets Civils a Washington, DC.

"Tinc un somni" (originalment en anglès, I Have a Dream) és la frase més identificativa i el nom popular del discurs més famós de Martin Luther King, una part important pel Moviment afroamericà pels drets civils. El discurs va ser pronunciat als graons de l'escala del Lincoln Memorial, a Washington DC el 28 d'agost del 1963, com a part de la Marxa sobre Washington per la Feina i la Llibertat. Parla poderosament i eloqüentment del desig de King per un futur en què els blancs i els negres poguessin coexistir en harmonia i en igualtat.
Aquest és el fragment on Luther King utilitza la frase que ha donat nom a tot el discurs:
| « | A vosaltres, avui us dic, amics meus, que malgrat les dificultats d'avui i demà, jo encara tinc un somni. És un somni profundament arrelat en el somni americà. Tinc un somni que un dia aquesta nació s'alçarà i viurà el veritable significat del seu credo: "Creiem que aquestes veritats són evidents per si mateixes: que tots els homes són creats iguals." | » |